# Młodzieżowe Mistrzostwa Polski w piłce nożnej plażowej 2015
Młodzieżowe Mistrzostwa Polski w piłce nożnej plażowej 2015 – turniej piłki nożnej plażowej, który odbył się w dniach 31 lipca-2 sierpnia 2015 roku na plaży w Ustce pod patronatem Polskiego Związku Piłki Nożnej, w którym wyłoniony został Mistrz Polski do lat 21.

## Kwalifikacja zawodnika
Wszyscy zawodnicy muszą być urodzeni po 1 stycznia 1994 roku.

## Drużyny
| Zespół                               | Liczba występów w MMP |
| ------------------------------------ | --------------------- |
| Beckpak Firtech Beckerarena Warszawa | 1                     |
| Grembach Łódź                        | 3                     |
| Hemako Sztutowo                      | 10                    |
| Laktoza Łyszkowice                   | 4                     |
| UKS Milenium Gliwice                 | 6                     |
| WIMA Vacu-Activ Słupsk               | 4                     |

## Klasyfikacja końcowa
| Lp. | Zespół                              |
| --- | ----------------------------------- |
| 1.  | Laktoza Łyszkowice                  |
| 2.  | Hemako Sztutowo                     |
| 3.  | Becpak Firtech Beckerarena Warszawa |
| 4.  | UKS Milenium Gliwice                |
| 5.  | Grembach Łódź                       |
| 6.  | WIMA Vacu-Activ Słupsk              |

## Nagrody indywidualne
Najlepszy zawodnik turnieju: Karol Kruk (Laktoza Łyszkowice)

Król strzelców: Dawid Kiełczyński (Hemako Sztutowo) - 6 bramek

Najlepszy bramkarz: Tomasz Świderski (Hemako Sztutowo)